# NGC 1749
NGC 1749 (другое обозначение — ESO 56-SC26) — рассеянное скопление в созвездии Золотой Рыбы, расположенное в Большом Магеллановом Облаке. Открыто Джоном Гершелем в 1836 году. Описание Дрейера: «очень тусклый объект круглой формы, западный из двух», под вторым объектом подразумевается NGC 1755. Скопление имеет сплюснутую форму, сжатие составляет 32 %.
Этот объект входит в число перечисленных в оригинальной редакции «Нового общего каталога».